# Hypocrita caladon
Hypocrita caladon là một loài bướm đêm thuộc phân họ Arctiinae, họ Erebidae.